# No. (広告代理店)
株式会社No.（ナンバー）は、東京都千代田区虎ノ門に本社を置く、インターネット広告事業・アドテクノロジー事業・クリエイティブ制作を主とする広告代理店。
営業主体ではなく、テクノロジー＆クリエイティブ カンパニーとして、リスティング・ディスプレイ・SNS広告最適化ツール開発も手掛け、インターネット広告業界を変革することを掲げている。

## 概要
株式会社No.は2016年に設立され、「運用自動化ツール」を開発運用し、Google広告・Yahoo!広告・SNS広告に強みを持つ。
Yahoo!マーケティングソリューションパートナーにおいて「広告運用パートナー３つ星（スター）」に認定されている。
また、クリエイティブに関する自動化ツールの開発にも注力し、「LINE Biz Partner Program」の 「Sales Partner」の広告部門において、４期連続「Bronze」を獲得している。
社名の由来
社名の「No.（ナンバー）」には以下３つの意味が込められている。
1. お客様に本質的なコンサルティングサービスを提供し、既存の広告業界・広告代理店に「Noをつきつけ変革する」
2. その上で、マーケティングパートーナー代理店として「No.のあとにくる順位はお客様に決めて頂く」
3. また、英語のnumber（ナンバー）には仲間という意味があることから「ナンバー（仲間）を大切にする」

## 沿革
2016年
- 1月 - 二子玉川にて株式会社No.（ナンバー）設立
- 7月 - 本社を岩本町に移転

2018年
- 2月 - 本社を三越前に移転
- 7月 - 増床のため本社を4Fにフロア移転

2019年
- 8月 - クリエイティブ強化のため「クリエイティブ・デザイン部門」を設立

2020年
- 9月 - 本社を虎ノ門に移転
- 10月 - 技術力を強化するため「オートメーション部門」を設立
- 10月 - 「名古屋支社」を設立

2021年
- 5月 - 運用自動レポーティングサービス「わかったさん」をリリース
- 6月 - ITP対策ツール第一弾「誠のコンバージョン測定」をリリース
- 10月 - インターネット業界未経験者向けWEBコンサルタント育成制度「No.UP!」をリリース

2022年
- 1月 - 名古屋支社をグローバルゲートに移転
- 3月 - アドフラウド対策ツール「No Fraund（ノーフラウド）」をリリース。未経験者向けクリエイティブディレクター育成制度「No.UP!クリエイティブ」をリリース。